# Крепелин, Эмиль
Эми́ль Вильге́льм Ма́гнус Гео́рг Кре́пелин (нем. Emil Wilhelm Magnus Georg Kraepelin [ˈeːmiːl 'kʁɛːpəliːn]; 15 февраля 1856, Нойштрелиц — 7 октября 1926, Мюнхен) — немецкий психиатр.
Известен как основоположник современной нозологической концепции в психиатрии и классификации психических заболеваний. Создатель учения о «dementia praecox» — историческом прообразе шизофрении; близкой к современной концепции маниакально-депрессивного психоза и паранойи. Внёс существенный вклад в исследования врождённого слабоумия и истерии. Предложил учение о регистрах психопатологических синдромов. Был пионером транскультуральной психиатрии и психофармакологии. Дал название ряду психических расстройств и описал большое количество психиатрических понятий: шизофазия; словесная окрошка; парафрения; кверулянтский бред; олигофрения; болезнь Альцгеймера; ониомания; стал широко употреблять термин «дисморфофобия». Также известен широкой педагогической деятельностью и гражданской позицией профилактики алкоголизма. Среди трудов по патопсихологии известен метод «счёт по Крепелину».
Окончив медицинский факультет в Лейпциге в 1878 году, в 1886 был приглашён на кафедру душевных и нервных болезней в Дерптский университет и возглавил университетскую клинику на 80 мест. В 1891 году вернулся в Германию. С 1891 года — профессор Гейдельбергского университета, а с 1903 — Мюнхенского университета. С 1922 года работал в Мюнхенском институте психиатрии. Крепелин оставил большую библиографию, преимущественно по клинической психиатрии и экспериментальной психологии, в которой был учеником В. Вундта. В 1883 году выпустил краткий учебник душевных болезней, уже в 1893 году вышедший 4-м изданием в значительно увеличенном размере (был переведён и на русский язык). Его учебник «Psychiatrie» (1910—1915) выдержал множество изданий и был переведён на многие языки.

## Биография

### Ранние годы

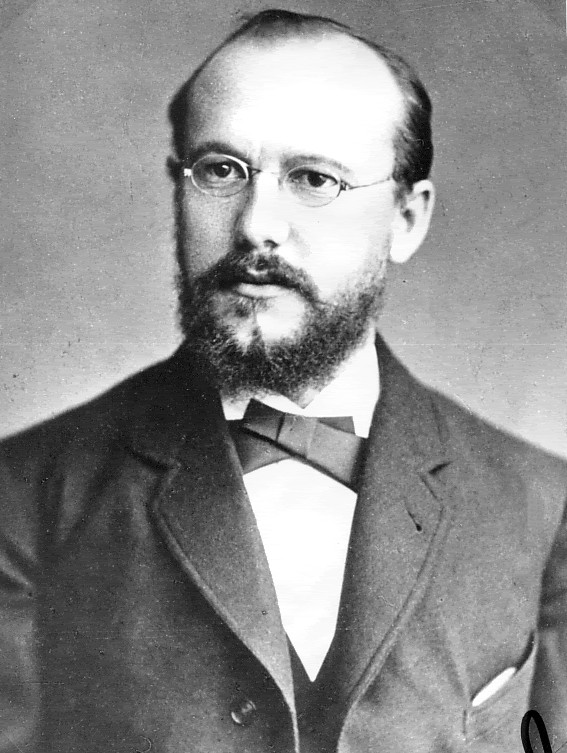
Карл Крепелин — немецкий арахнолог, брат Э. Крепелина

Эмиль Крепелин родился 15 февраля 1856 в Нойштрелице младшим из семи сыновей в семье Карла Крепелина и его жены Эмили (урождённой Лехманн).
Карл Крепелин (1817—1882), сын Христиана Генриха Крепелина и Каролины Бергнер из Виттенберга, был учителем музыки и актёром, другом Ф. Рейтера и декламатором его сочинений. До Мартовской революции он был оперным певцом и актёром в Королевском театре в Нойштрелице. После участия в революционных событиях он был вынужден уйти и стать скромным учителем. Однако в доме Крепелинов царила оживлённая атмосфера, более того, у отца Крепелина начали собираться ремесленники и мелкие чиновники. В результате он организовал «Субботнее общество» (нем. Sonnabend-Verein), ставшее центром культурной жизни города, с целью «путём пробуждения и инициативы побуждать к добру» и обеспечивать «истинное и хорошее развитие и подъём духовной и общественной жизни при содействии его членов».
Эмили Крепелин — дочь музыканта Иоганна Готлиба Лехманна и Фредерики Бензингер.
Брат Эмиля, К. Крепелин (1848—1915) — в будущем известный биолог. Кроме него, у Эмиля был ещё один старший брат Оттон и сестра. Остальные дети умерли рано.
Учился Эмиль в Гимназии Каролинум в родном Нойштрелице, где в 1874 году получил аттестат зрелости. Под влиянием знакомого врача, друга отца, он принял решение учиться медицине.

### Личная жизнь
4 октября 1884 года в Затове Эмиль Крепелин женился на Инне Швабе (1855—1944) родом из Нойстерлица, дочери Эрнста Шваба из Гельсдорфа и Генриетты, девичья фамилия Ставе. С ней он был помолвлен с 15 лет. В ноябре 1885 года у них родилась дочь, умершая через несколько часов после рождения. Всего от брака родилось 8 детей, 4 дочери достигли зрелого возраста, остальные 4 умерли в детстве. Одна из дочерей, Антонина, вышла замуж за химика Карла Фридриха Шмидта (1887—1971).

### Становление

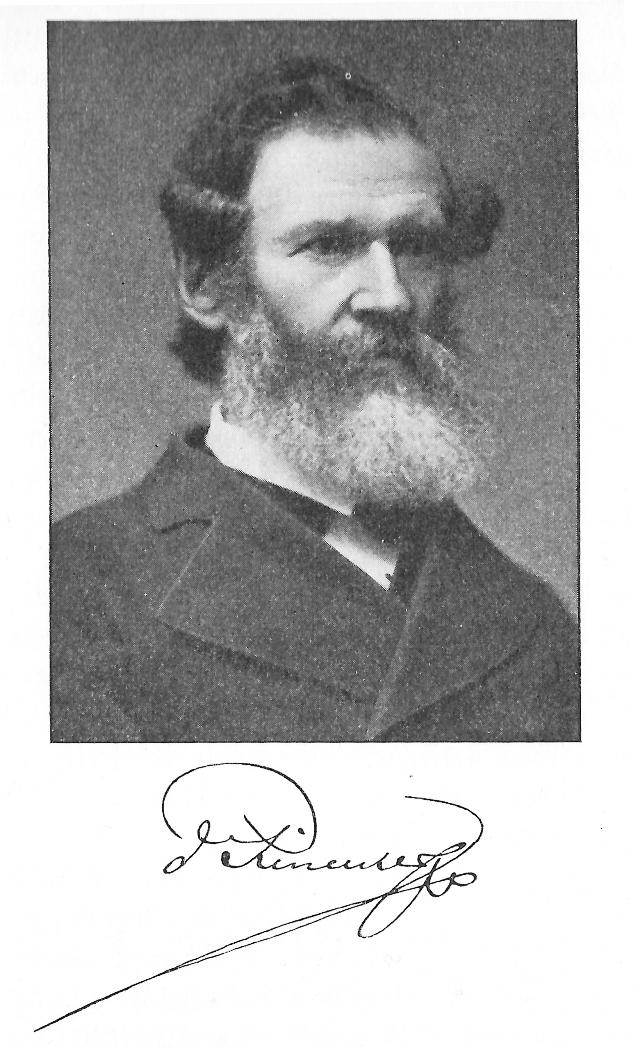
Франц Ринеккер — немецкий врач, первый научный руководитель и учитель Э. Крепелина

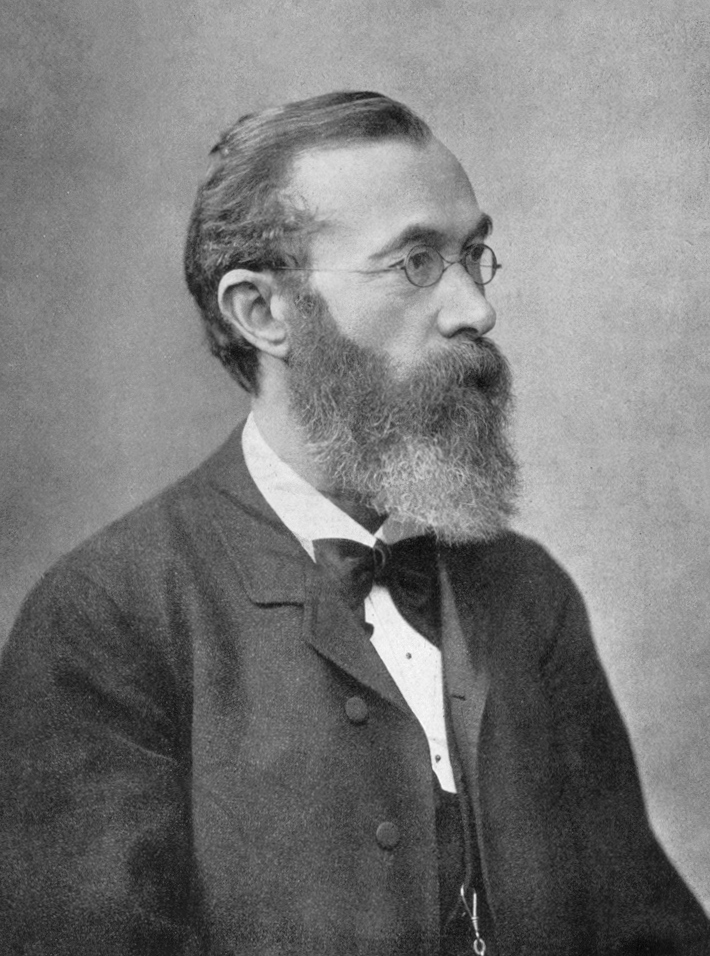
Вильгельм Максимилиан Вундт — немецкий врач, психолог и физиолог, научный руководитель Э. Крепелина, оказавший на него существенное влияние

На врача Эмиль Крепелин учился в Вюрцбургском (поступил в 1873 году) и Лейпцигском университетах. Будучи студентом, он неоднократно посещал психиатрическую клинику Вюрцбургского университета. Там Крепелин заинтересовался психиатрией и решил специализироваться именно в этой области. В конце 1877 года он стал ассистентом Франц фон Ринекера. Первый труд Эмиля Крепелина «О влиянии острых заболеваний на происхождение душевных болезней», нем. «Über den Einfluss akuter Krankheiten auf die Entstehung von Geisteskrankheiten», был награждён руководством Вюрцбургского университета. Эта работа стала началом естественнонаучного крепелиновского направления в психиатрии. Крепелин написал её под влиянием своего учителя — фон Ринекера, которого впоследствии он вспоминал с благодарностью и уважением. В Лейпциге особенно существенное влияние на Крепелина оказали лекции В. Вундта, широко известного своей «физиологической психологией», в которой он пытался точными измерительными способами исследовать «души человека и животных».
Психиатрическая карьера Эмиля Крепелина началась в 1877 году, когда он окончил образование. В 1879 стал ассистентом Б. А. фон Гуддена в Верхнебаварской психиатрической больнице (нем. Oberbayerische Kreisirrenanstalt) в Мюнхене. У Гуддена он учился 4 года, уделяя внимание нейроанатомической работе, но его интересы уже в то время были больше сосредоточены на психиатрии, чем на нейроанатомии. Вероятно, во время работы с микроскопом ему мешали проблемы со зрением. Бернхарда Алоиза фон Гуддена не удовлетворяла теоретическая психиатрия того времени («Этого я не знаю» — говорил он о точности диагноза, а тем более прогноза). Это подталкивало его ученика к разработке экспериментально-психологической методики для постановки диагноза и установления прогноза. В Мюнхене он познакомился с О. А. Форелем и Ф. Нисслем, которые позже стали авторитетными учёными в области психиатрии и неврологии.
В это время Крепелин использовал психологические методы В. Вундта для исследования влияния на человека алкоголя, медикаментов и усталости.
Среди других увлечений молодого учёного в то время можно назвать астрономию, а именно — гипотезу Канта и Лапласа-Роша.

### Расцвет, зрелые годы

#### Работа в Лейпциге
В 1882 году Эмиль Крепелин перешёл работать в клинику П. Э. Флексига в Лейпциге. Меньше чем через 4 месяца его уволили. Официальной причиной было названо то, что Крепелин уделял пациентам слишком мало внимания, и плохие санитарные условия в отделении. Можно предположить, что истинной причиной явилась личная неприязнь между Флексигом и Вундтом, в лаборатории которого работал в это же время Эмиль Крепелин, проводя там больше времени, чем в клинике. Тогда он начал работать в клинике Вильгельма Эрба. В летнем семестре 1883 года он преподавал анатомию и физиологию головного мозга с уделением особого внимания психологии (с демонстрациями), патологии и лечению психических расстройств. Особый упор Эмиль также делал на правовые аспекты психопатологии (нем. Forensische Psychiatrie) и психологии преступления (нем. Kriminalpsychologie). В зимнем семестре Эмиль Крепелин подготовил лекции по экспериментальной психологии, рассказывал в лекциях о галлюцинациях и бреде, а также о судебной психиатрии с практическими упражнениями для врачей и юристов.

#### Работа в качестве приват-доцента и профессора
По совету В. Вундта во время пасхальных каникул в 1883 году он написал «Компендиум по психиатрии».
Кроме того, Эмиль Крепелин подрабатывал в течение нескольких месяцев в психиатрической больнице в Гёрлице в качестве ассистента К. Л. Кальбаума. В том же году закончил хабилитационную диссертацию под руководством М. фон Петтенкофера и получил звание приват-доцента. Вскоре, весной 1884 года он переехал в Дрезден, где стал главой местной психиатрической больницы (нем. Heil- und Pflegeanstalt). Это немного поправило его финансовое положение. С августа 1884 по апрель 1885 года Крепелин работал в психиатрической больнице в Любеже (нем. Provinzial-Irrenanstalt Leubus).
В следующем году ему предложили кафедру в Дерптском университете в качестве преемника первого профессора психиатрии Г. Эммингхауза, который принял предложение руководить кафедрой во Фрайбурге. Уходя, он представил совету факультета список кандидатов на оставленную кафедру: первым был Л. Кирн из Фрайбурга, после него — Эмиль Крепелин (тогда — Дрезден), К. Моэли (Берлин) и А. Мерклин (Рига). Вероятно, учёный совет университета не согласовал своё решение со всеми четырьмя кандидатами, поскольку уже через три дня обнаружилось, что Крепелин будет единственным кандидатом на должность профессора психиатрии. Известно, что ранее, в апреле 1884 года, с Крепелином Г. Эммингхауз связывался по почте, благодаря чему совет, вероятно, знал готовность Эмиля Крепелина принять предложение.

#### Дерптский период

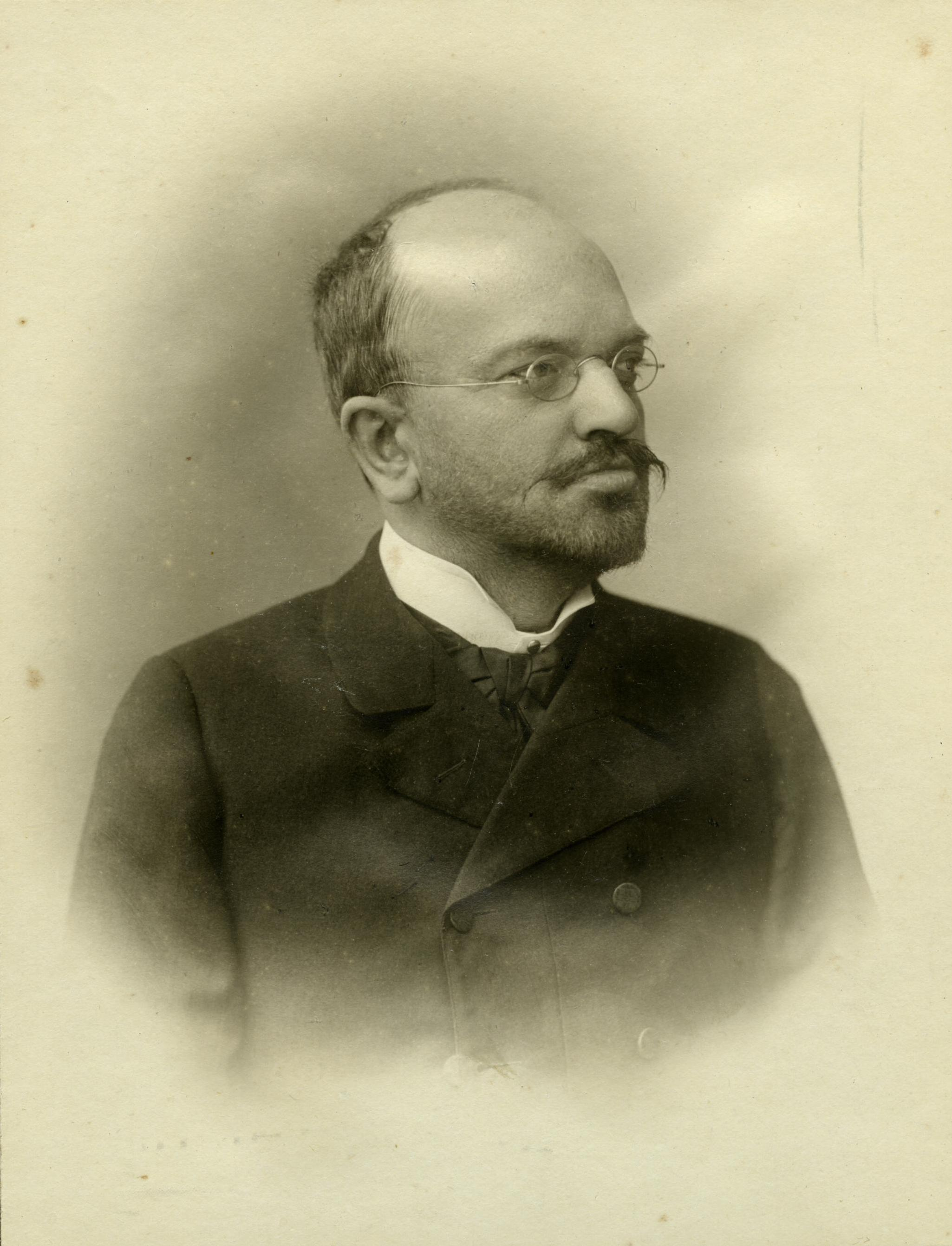
Владимир Фёдорович Чиж — российский врач-психиатр и писатель, преемник Э. Крепелина в Дерпте

В Дерпте Эмиль Крепелин пребывал 5 лет, до 1891 года. В инаугурационной лекции 6 сентября 1887 года он заявил о целях, стоящих перед психиатрией, которые обязательно должны были достигаться в первую очередь в союзе с экспериментальной психологией.
Много труда учёный посвятил организации клиники; располагая скромными средствами, создал психологическую лабораторию. В то же время он начал интенсивную научную работу. Учениками и ассистентами Эмиля Крепелина в Дерпте были Э. Р. Михельсон, Л. Л. Дарашкевич, Генрих Дехио, А. И. А. Оерн, Михаил Эйнер, А. Бер, А. Бертелс, Макс Фалк, Г. Хигиер.
Эмиль Крепелин видел вокруг себя с самого начала своего пребывания в Дерпте бюрократию, культурную изоляцию прибалтийских немцев, а незнание русского языка мешало ему в контакте с больными (общался с ними через помощников). Кроме того, у него были разногласия с императором Александром III. Поэтому, получив 9 ноября 1890 года приглашение занять кафедру в Гейдельбергском университете, он сразу согласился. В тот же день он подал заявление об увольнении, на которое получил согласие 25 февраля, а действительным оно стало от 1 апреля 1891 года. Через 2 месяца, 1 июня кафедру психиатрии в Дерпте занял В. Ф. Чиж.

#### Гейдельбергский период
В 1891 году Эмиль Крепелин стал руководителем Университетской психиатрической клиники великого герцога Баденского (нем. Grossherzoglich Badische Universitäts-Irrenklinik) в Гейдельберге в качестве преемника К. Фюрстнера. Его ассистентами и учениками в этот период были Г. Ашаффенбург, Р. Э. Гаупп, М. Урстейн и Э. Рюдин. Близким сотрудником Э. Крепелина стал А. Альцгеймер.
Здесь Крепелин продолжал заниматься экспериментальной психологией, однако всё больше усложнял эксперименты. В отличие от лейпцигских исследований, связанных в основном с органами чувств, здесь учёный исследовал высшую нервную деятельность: умственный труд, влияние на него тренировок, утомляемость, колебания внимания и влияние алкоголя. Он также изучал изменения нервных клеток под влиянием внешних факторов и динамику психопатологических картин болезней. Эмиль Крепелин был решительно против статичной психиатрии и искал динамическую и генетическую структуру психозов:
пример прогрессивного паралича должен нас учить, что не существует патогномонических симптомов в области психозов, и только вся картина в её совокупности, на протяжении всего её развития, от начала до конца, может дать нам право на объединение данного наблюдения с другими однородными случаями... течение и исход болезни строго соответствуют её биологической сущности. Примером является прогрессивный паралич. Предстоит отыскать другие болезни.IV издание учебника «Психиатрия»
В тот же период началась полемика между Э. Крепелином и Г. Т. Циэном, издавшим в 1894 году учебник «Психиатрия», основываясь на узко симптоматологической точке зрения. Эмиль Крепелин уже в следующем издании своего учебника выдвинул новый постулат:
(душевная болезнь представляет собой)... закономерный биологический процесс, разделяющийся на несколько видов, имеющих каждый определенную этиологию, характерные физические и психические признаки, типическое течение, патолого-анатомическую основу и тесно связанный с самой сущностью процесса заранее предопределенный исход.V издание учебника «Психиатрия», 1896
Таким образом он окончательно отверг симптоматологическую психиатрию, что давало возможность, во-первых, прогнозировать заболевание, во-вторых, ставить точный диагноз. Психиатрическую систему Ю. В. Каннабих определяет как практический эмпиризм.

#### Расцвет и вершина творчества
В 1903 году занял кафедру психиатрии в Мюнхенском университете, свободную после внезапной смерти Антона Бумма. Вероятно, он был разочарован бесперспективностью попыток улучшения условий содержания пациентов в гейдельбергской клинике. В Мюнхен переехали Альцгеймер, Гаупп, Г. П. Нитше, а позже — Ф. Лотмар и Аллерс.
В 1908 году Эмиля Крепелина избрали членом Шведской королевской академии наук. В следующем году он стал почётным членом британской Медико-психологической ассоциации.
В 1915 году Эмиль Крепелин создал последнее, VIII издание своего учебника. Огромное по размерам (3000 страниц) и обилию материала, оно представляло собой невиданное в психиатрии издание одного человека. Как охарактеризовал его Ю. В. Каннабих:
Такой труд мог создать только Крепелин: у него была исключительная целеустремленность, способность к сильнейшей концентрации на главном при полном отсутствии отвлечения в сторону. Жизнь и работа составляли для него одно.Ю. В. Каннабих
Ещё в 1912 году Крепелин предложил создать научно-исследовательский институт психиатрии Германской психиатрической ассоциации. В феврале 1917 года при содействии Людвига III Баварского он основал Немецкий исследовательский институт психиатрии нем. Deutsche Forschungsanstalt für Psychiatrie, позже объединённый с Обществом кайзера Вильгельма (нем. Kaiser-Wilhelm-Gesellschaft zur Förderung der Wissenschaften, сейчас Институт психиатрии общества Макса Планка). Среди меценатов этой организации был Дж. Лёб, выделивший 0,5 млн марок.
В 1920 году Эмиль Крепелин получил звание почётного доктора отделения физиологии Кёнигсбергского университета. Крепелин пребывал в Мюнхене вплоть до своей отставки в 1922 году. Среди его сотрудников в Мюнхене можно назвать Р. Э. Гауппа, А. Альцгеймера, Э. Рюдина, Г. Штерца, Эйгена Кана, М. Иссерлина и Ф. Плаута. По случаю 70-го дня рождения было выпущено два собрания работ учеников Крепелина. В это же время он занимался прибыльной частной практикой. Среди его пациентом был мультимиллионер С. Маккормик.
С 1922 года учёный стал директором Немецкого исследовательского института психиатрии. В 1925 году Крепелин получил в США финансирование Фондом Рокфеллера постройки нового здания института. До его открытия он не дожил.

#### Увлечения. Политические взгляды
Эмиль Крепелин увлекался искусством: музыкой, театром и живописью. Сам был автором стихов, которые, однако, не хотел публиковать. Собрание стихов «нем. Werden — Sein — Vergehen» появилось впервые посмертно, в 1928 году.
На купленной в 1902 году земле в местности Суна под Вербанией над озером Лаго-Маджоре он построил впечатляющую виллу, в которой проводил много месяцев вместе с семьёй. Ещё одной его страстью были путешествия. Он посетил Яву, Цейлон, Индию (в 1903, вместе с братом); Египет, Стамбул, Францию, страны Скандинавии, Великобританию, Испанию, Канарские острова, СССР (Ленинград), Мексику и США (1908, 1925).
Он настолько был увлечён путешествиями, что в письме брату Карлу от 27 января 1905 писал: «На данный момент у меня только одна цель — заработать столько денег, чтобы я без проблем мог поехать, куда хочу». Во время Первой мировой войны принимал участие в создании баварской секции Немецкой отечественной партии.

#### Личность учёного
Эмиль Крепелин был циклотимиком. В последние годы он страдал депрессией. С 1895 года учёный был трезвенником и противником курения. На тему алкоголизма он написал 19 научных трудов. Курт Колле вспоминал, что во время новогоднего приёма в доме Крепелинов приглашённым ассистентам подали пунш со льдом, а окна были широко открыты, чтобы не пропустить в полночь звон церковных колоколов.
Алкогольные напитки были строго запрещены в мюнхенской клинике Крепелина. Пациенты получали напиток по специальному рецепту: «игристое вино (на самом деле — лимонад) Крепелина» (нем. Kraepelinsekt).
Его отношения с сотрудниками были прохладными. Дружеские отношения у Эмиля Крепелина были со старшим на 20 лет Вильгельмом Вундтом; они на протяжении всего времени переписывались. Вундт неоднократно помогал Крепелину в продвижении по карьере. Сильное влияние на учёного имел брат Карл. Благодаря сохранившейся корреспонденции и исследованиям их связей известно, что старший брат в отношениях доминировал. Именно он заинтересовал младшего брата биологией. Предполагается даже, что часто используемая биноминальная номенклатура психических заболеваний, введённая Эмилем Крепелином, вытекает из чтения таксономических трудов Карла, который занимался, среди прочего, классификацией моллюсков и мшанок.

### Конец жизни, смерть

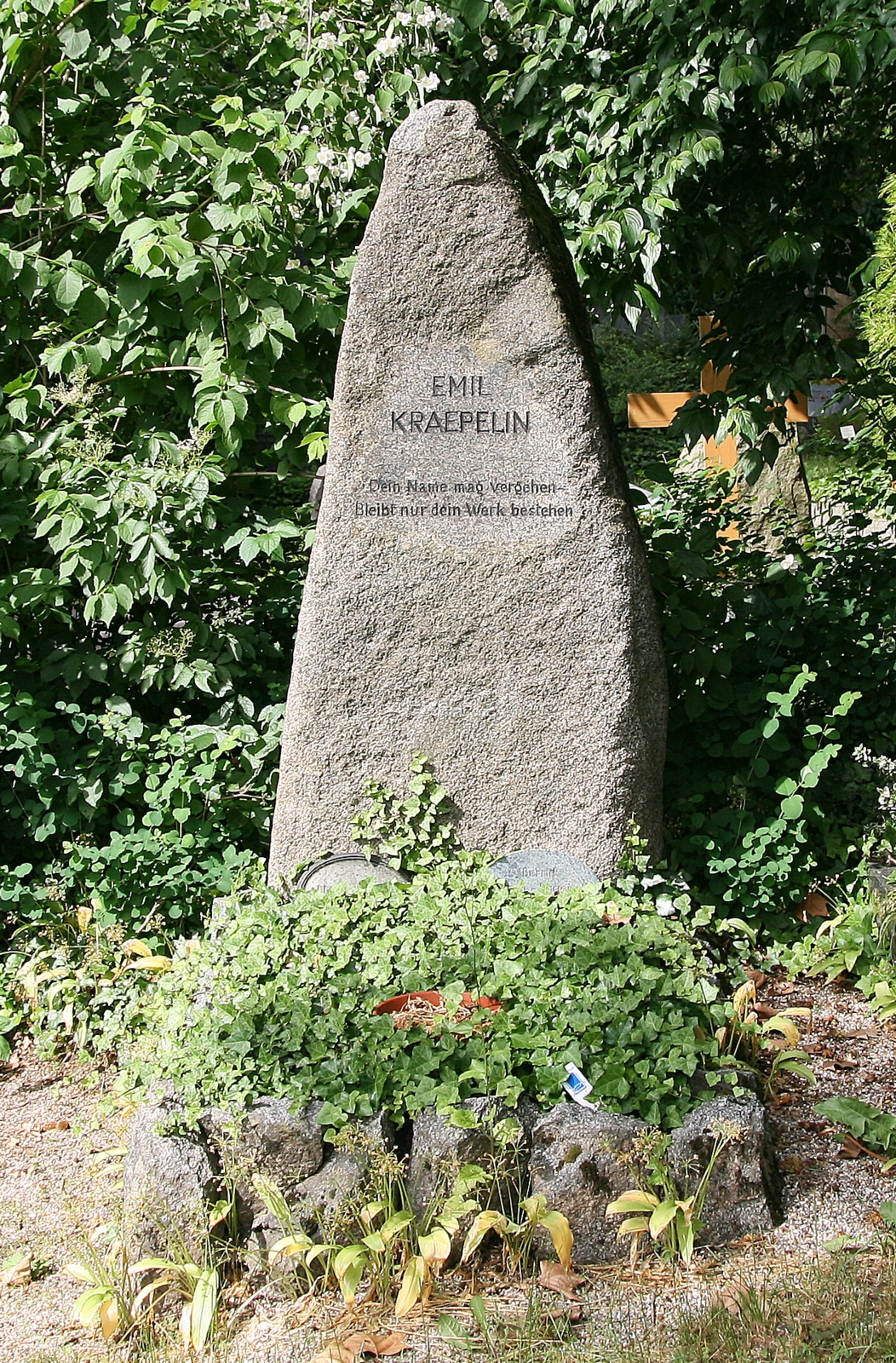
Надгробие Эмиля Крепелина

В 1926 году Эмилю Крепелину исполнилось 70 лет. Однако он не отмечал свой юбилей, отказался от чествования друзьями и учениками, и празднование не состоялось. Летом 1926 Эмиль Крепелин готовился к новой поездке в Ост-Индию и отдыхал на озере Лаго-Маджоре. Там он собирался заняться сравнительной психиатрией со своим учеником И. Ланге. В августе он впервые почувствовал себя плохо. Это заставило его отложить поездку. Никто ещё не знал, что состояться ей не суждено. За 3 дня до смерти он продиктовал предисловие к IX изданию учебника и закончил редактировать II том. Перед смертью Эмиль Крепелин распорядился похоронить его без официальных пышных мероприятий ближайшими людьми. Умер учёный 7 сентября 1926 года в Мюнхене от воспаления лёгких вследствие гриппа. Его похоронили на гейдельбергском кладбище Бергфридхоф. На могиле написана эпитафия:
Dein Name mag vergehen. Bleibt nur Dein Werk bestehen.
В переводе с немецкого: «Твоё имя могут забыть. Останется только твоё дело».
Некрологи и воспоминания о Эмиле Крепелине написали в том числе Э. Трёмнер, Ф. Плаут, О. К. Э. Бумке, И. Ланге, М. Борнштейн, А. Майер, Хеннеберг и С. Э. Джеллиффе.

## Достижения

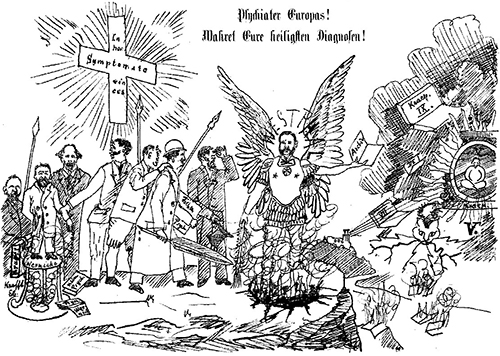
Рисунок Эмиля Крепелина (1896). Перевод подписи: «Психиатры Европы — защищайте ваш священный диагноз!»

### Классификация психических заболеваний
Большинство своих научных трудов Эмиль Крепелин посвятил идее создания классификации психических заболеваний. Предвосхитили нозологическую теорию Крепелина два переломных момента в немецкой психиатрии 60-х и 70-х XIX века. Во-первых, это упадок теории единого психоза (нем. Einheitspsychose) А. Зеллера и В. Гризингера благодаря работам К. Л. Кальбаума и Э. Геккера. Во-вторых, это критика нейропатологической теории П. Флексига и Т. Мейнерта, попытки которых связать нейроанатомические различия с психическими расстройствами часть психиатров (в том числе и Э. Крепелин) считали неубедительными и лишёнными оснований.
Методологической основой для теории Крепелина стали открытия в области микробиологии, которые впервые дали возможность выявить конкретного возбудителя многих заболеваний, например, холерного вибриона (1854), малярийного плазмодия (1880) или микобактерии туберкулёза (1882). Эмиль Крепелин применил линейный этиологический принцип в психиатрии. Он считал, что отдельная нозологическая единица должна отвечать следующим критериям: единая этиология, одинаковые симптомы, клиника, исход и аналогичные патанатомические изменения.
Исследования Э. Крепелина были основаны на психологических экспериментах, начатых В. Вундтом, и на конкретных, многолетних наблюдениях катамнеза. Он собирал сотни из историй болезни и подвергал их системному анализу, используя в том числе диагностические карты, созданные им самим (нем. Zählkarten).
От Кальбаума он принял концепцию группы болезней (нем. Krankheitseinheit) и психиатрического течения болезни (нем. Verlaufspsychiatrie).
Первое издание Эмиля Крепелина, содержащее его собственную классификацию психических болезней, было опубликовано издательством Амвросия Абеля в Лейпциге в 1883 году. Второе издание под изменённым оглавлением «Психиатрия: краткий учебник для студентов и врачей» (нем. Psychiatrie: ein kurzes Lehrbuch für Studierende und Ärzte) издали в 1887. Прорывом было 6-е издание в 1899 году, которому предшествовала лекция в Хайдельберге 27 ноября того же года. В ней Э. Крепелин сделал радикальное упрощение классификации психических расстройств, разделив их на психозы с ослабоумливающим прогрессирующим течением (нем. Verblödungen) и психозы аффективные с периодическим или циклическим течением. Так называемая крепелиновская дихотомия нашла отражение в критериях DSM-III и более поздних классификаций. До сих пор существующая классическая нозологическая концепция определяется (особенно в отношении группы американских психиатров, работавших над DSM-IV) как неокрепелиновское движение. В ходе работы над DSM-V и МКБ-11 о целесообразности концепции Крепелина продолжили вести дискуссию.
В 12-м издании учебника (1927) классификация Эмиля Крепелина приняла следующий вид:

I. Психические заболевания, вызванные черепно-мозговыми травмами (нем. Irresein bei Hirnverletzungen).

II. Психические заболевания, вызванные заболеваниями мозга (нем. Irresein bei Hirnverletzungen).

III. Отравление (нем. Vergiftungen).

IV. Психические расстройства во время инфекционных заболеваний (нем. Infektiöses Geistesstörungen).

V. Сифилитические психозы.

VI. Паралитическое слабоумие (лат. Dementia paralytica).

VII. Психические заболевания на фоне атеросклероза, предстарческого и старческого возраста (нем. Arteriosklerotisches, präseniles und seniles Irresein).

VIII. Психические заболевания, вызванные эндокринными факторами (тиреогенное душевное расстройство) (нем. Endokrines Irresein).

IX. Эндогенная деменция (нем. Endogene Verblödungen).

X. Эпилептическое помешательство (нем. Epilepsie).

XI. Маниакально-депрессивный психоз (нем. Manisch-depressives Irresein).

XII. Психогенные расстройства (нем. Psychogene Erkrankungen).

XIII. Истерия (нем. Hysterie).

XIV. Сумасшествие (нем. paranoia).

XV. Прирождённые болезненные состояния.

XVI. Психопатические личности.

XVII. Общая задержка психического развития.

#### Учение о регистрах
Линейный нозологический принцип Э. Крепелина во многом перестал отвечать научным взглядам на этиологию и патогенез, в связи с существенным расширением сведений о причинно-следственных связях, уже при жизни учёного. Как результат многочисленной критики его нозологической концепции Эмиль Крепелин предложил учение о регистрах. Изначально он считал, что каждому экзогенному этиологическому фактору соответствует определённый синдром: например, каждый инфекционный возбудитель вызывает психоз с характерными только для него проявлениями. Поэтому Э. Крепелин уделял очень большое внимание их поиску. Пересмотру идей Э. Крепелина способствовали труды его современников, К. Бонхёффера и А. Гохе. Так, К. Бонхёффер считал, что клиника психических расстройств мало зависит от отдельного этиологического фактора. Он отличал сильные и слабые вредности, первые, на его взгляд, вызывали экзогенный тип реакций, второй — эндогенный. Экзогенный реакции, в свою очередь, также не отличались специфичностью и включали делирий, аменцию, сумеречное состояние, эпилептическое возбуждение и галлюциноз. А. Гохе также сомневался в нозологической специфичности синдромов. Он считал, что синдромы отображают предуготовленные реактивные возможности головного мозга, рассматривая как «преформированные реакции».
В 1920 году в своей статье «Формы проявления сумасшествия» и в докладе на съезде немецких психиатров Эмиль Крепелин изложил свои новые взгляды на классификацию психических расстройств. Он утверждал, что психическая деятельность, а значит и психические болезни, развиваются послойно, в зависимости от экзогенных причин, а также пола, возраста, этнических и других факторов. Э. Крепелин сравнил синдромы психических болезней с «регистрами своеобразного органа». Эмиль Крепелин считал, что клиника болезни зависит только от силы и распространения патологических изменений, а не конкретной причины. Головной мозг имеет «предуготовленный характер реагирования» и симптомы болезни определяет именно он, в зависимости от степени поражения. Поэтому он утверждал, что «вредоносные факторы» не создают, а включают новые синдромы. Таким образом, он признал важность исследования синдромов и само понятие «синдром» сформулировал так:
закономерное сцепление симптомов, которое, не будучи идентичным с определенным болезненным процессом, в одинаковой или отличающейся только по несущественным деталям форме встречается при различных заболеваниях
.
С Альфредом Гохе он согласился и во взглядах на патогенез синдромов, который больше зависит от внутренних особенностей организма человека, а не этиологического фактора, его вызывающего. Таким образом, Эмиль Крепелин принял идеи о синдроме как преформированной (предуготовленной) форма реакции. Согласно данной концепции, преформация состоит из 2 групп факторов:
1. Индивидуальные — онтогенез, возраст, пол, наследственность.
2. Общеэндогенные — то, что в процессе филогенеза отпечаталось на психике и всплывает при её нарушении.

Далее своё учение о регистрах Эмиль Крепелин развил на основе положений теории Дж. Х. Джексона о послойном строении психики. Наиболее важные синдромы Э. Крепелин разделил по тяжести на 3 группы:
1. Наиболее лёгкая группа: истерический, импульсивный, эмоциональный, параноидный и делириозный синдром.
2. Средняя группа: шизофренический и вербально-галлюцинаторный синдром.
3. Наиболее тяжёлая группа: эпилептический, олигофренический и дементный синдром[55].

Синдромы можно комбинировать между собой и между регистрами. Отдельный синдром — один период непрерывного развития болезни. В СССР концепцию Эмиля Крепелина развил А. В. Снежневский.

### Концепция «dementia praecox»

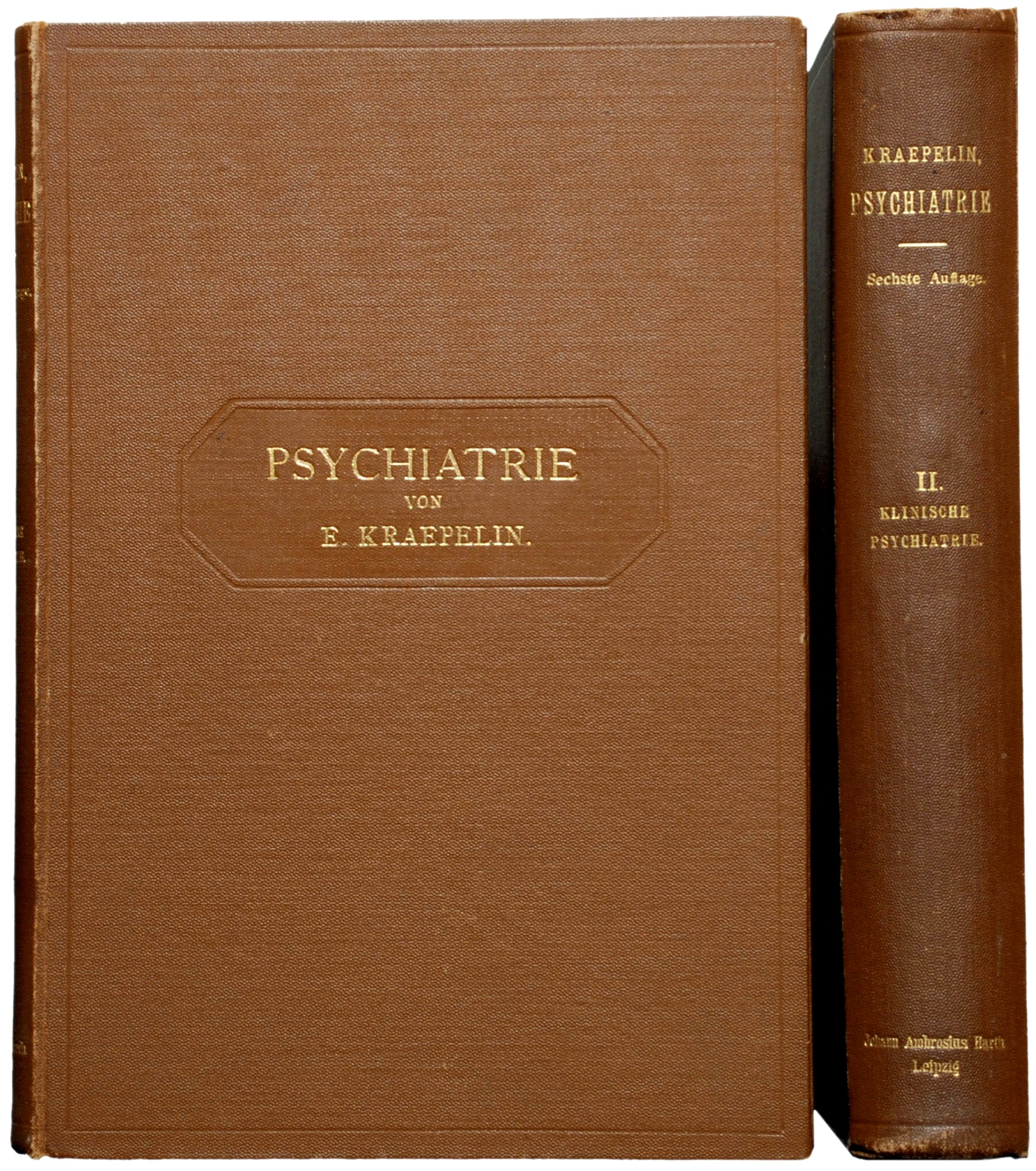
Шестое издание учебника Эмиля Крепелина (1899)

В трудах Э. Крепелина понятие «dementia praecox» (раннее слабоумие) претерпело существенную эволюцию. Впервые появившееся в терминологии французского психиатра Б. О. Мореля, в немецкой психиатрической литературе оно было принято А. Пиком. Эмиль Крепелин впервые употребил его в IV издании его учебника (1893), сначала охватывая только случаи, ранее определяемые как «гебефрения». В V издании (1896) этот узкий подход был отвергнут, а концепция прогрессирующего слабоумия (нем. Verblödungsprozessen) включила собственно раннее слабоумие, описанное Морелем, гебефрению, кататонию и хронические бредовые психозы.
Сам термин «прогрессирующее слабоумие» показывает особое отношение к этому процессу Э. Крепелина. Если автор учения о кататонии К. Л. Кальбаум считал, что от неё можно окончательно излечиться, Крепелин указывал на необратимость процесса. По его мнению, даже если синдром практически редуцировался, опытный психиатр всё равно сможет заметить необратимые, патологические, объективно заметные внешние перемены. Они подтверждают внутренние перемены, ухудшающие общественно-трудовую ценность пациента. Кататоническое слабоумие по Эмилю Крепелину не вторичный, случайный неблагоприятный исход болезни, который в других условиях мог бы закончиться иначе, как говорили догматы старой психиатрии. Оно связано с самой биологией процесса, его сущностью. Это же касается гебефрении и других синдромов, а тогда — отдельных болезней, неизбежно ведущих к одному исходу — деменции.
27 ноября 1898 года в Гейдельберге прошёл 29 съезд психиатров Юго-Западной Германии. На нём Эмиль Крепелин предоставил доклад «О диагнозе и прогнозе dementiae praecox». Учёный разграничивал этот диагноз с циркулярным психозом. Он дифференцировал заторможенность при депрессии и негативизм при раннем слабоумии, демонстрируя это на примере нескольких пациенов. Одна пациентка с предварительным диагнозом «циркулярная депрессия», кроме заторможенности, обнаруживала гримасничанье, манерность, вербигерацию и бессмысленный смех. У второго пациента с якобы меланхолией наблюдались кататонический ступор, мутизм, негативизм, эхолалия, эхопраксия, идеи преследования, аффективное уплощение, а непосредственно на момент съезда у него, после выхода из этого состояния, осталась аффективная тупость, бред величия и манерность со слабостью суждения. Третья больная с диагнозом «паранойя» также представляла аффективную тупость, манерность и бессмысленный смех.
Тогда на съезде большинство были противниками Эмиля Крепелина. Поддержал его только Г. Ашаффенбург. Однако со временем всё больше психиатров оценили простоту классификации и возможность прогноза и начали переходить на новую позицию.
С 1899 (VI издания) вместо нем. Verblödungsprozessen это расстройство стало определяться как раннее слабоумие. Основанием данного обобщения для Э. Крепелина было неблагоприятное течение, необратимо ведущее к «психическому недугу» (крепелиновское «состояние слабости» — нем. Schwächezustand, или «длительная (хроническая, вяло протекающая) болезнь» — нем. Siechtum), то есть ограничение функционирования в когнитивном, эмоциональном, волевом аспектах.
В этот период Эмилем Крепелином изучались только «ядерные» формы того, что позже назовут «шизофрения». Кроме того, он считал, что раннее слабоумие обязательно начинается в юношеском возрасте и ведёт к глубокому дефекту личности и органическим изменениям головного мозга. С 1908 года концепцию развил Э. Блейлер, автор понятия «шизофрения».
С именем Блейлера связано расширение границ шизофрении. В отличие от Крепелина, Блейлер считал основными критериями шизофрении не течение и исход, а симптоматику: расщепление личности (схизис), аутизм, специфическое нарушение мышления, амбивалентность и некоторые другие, основные, по его мнению, особенности шизофренического психоза, которые по существу являлись результатом приложения психоанализа к наблюдаемым клиническим расстройствам, психопатологической интерпретацией наблюдаемых клинических проявлений. По Блейлеру, исход в слабоумие не может быть общим критерием группы — течение болезни совершенно непредсказуемо, и невозможно прогнозировать, каким будет конечное состояние.
По мнению Блейлера, болезненный процесс может остановиться на любой стадии. Некоторые клинические факторы (как, например, острое начало психоза), по утверждению Блейлера, имеют благоприятное прогностическое значение; большое прогностическое значение имеют также положение в обществе и степень социальной адаптации, образ жизни и работоспособность. Блейлер указывал на важность «способности отдельных симптомов и синдромов к обратному развитию».
Ряд исследователей в настоящее время разделяют по этому поводу позицию Блейлера, но не Крепелина. Мнение о шизофрении как о прогрессирующем слабоумии не подтверждается многими исследованиями — и при использовании методов нейровизуализации, и при исследованиях когнитивных функций. Зачастую лица с этим диагнозом имеют возможность достичь длительной ремиссии и функционального восстановления, и когнитивные функции страдающих шизофренией, по-видимому, не ухудшаются в течение времени (хотя для этих пациентов и характерен весьма значительный когнитивный дефицит по сравнению со здоровыми людьми).
Эмиль Крепелин выделял следующие формы шизофрении: кататоническую, гебефреническую, простую и параноидную форму, выделенную позже остальных. В дальнейшем он также рассматривал циркулярную, ипохондрическую, неврозоподобную и другие формы. Он считал, что некоторые из них отличаются не столько ослабоумливающим, сколько прогредиентным типом течения, в частности — циркулярная, депрессивно-параноидная, ажитированная периодическая и группа заболеваний с систематизированным бредом из группы парафрений. Позже Э. Крепелин пересмотрел свои взгляды на время начала заболевания, предполагая развитие бредовых психозов в более позднем возрасте с их разделением на более тяжёлые, ослабоумливающие с наличием несистематизированного бреда и кататонии и более лёгкие, находящиеся между тяжёлыми формами и парафренией. Классификация форм шизофрении, принятая Э. Крепелином, нашла существенное отображение в некоторых современных классификаторах, например МКБ-10, а из принятого в США Руководства по диагностике и статистике психических расстройств была исключена окончательно только в пятом его издании, опубликованном в 2013 году.
В 1912 году Крепелин частично пересмотрел концепцию параноидной шизофрении. Он выделил отдельную группу парафрении, разделив её, в свою очередь, на систематическую, экспансивную, конфабулирующую и фантастическую. Такая классификация была симптоматической, поэтому активно критиковалась как сторонниками учёного, так и его противниками. С одной стороны, Эмиль Крепелин, согласно собственному принципу, разделил болезнь на более мелкие группы. С другой, это заставило пересмотреть нозологическую систему классификации, искать новые критерии для классификации и явилось поворотным моментом в теоретической психиатрии.
Почти с самого начала исследований Крепелин не отрицал того, что раннее слабоумие может являться в истинном смысле слова не нозологической единицей, а скорее сборной группой, в которую, кроме кататонии, гебефрении и параноидного слабоумия, входят и другие болезненные процессы, отграничение которых будет возможно со временем.
В 1913 году Эмиль Крепелин включил в раннее слабоумие аффективно-бредовые приступообразные формы, ведущие, в отличие от маниакально-депрессивного психоза, к дефекту личности. В современной классификации их определяют как шизоаффективные. В том же году как отдельную форму шизофрении он выделил шизофазию, теперь признанную неспецифическим симптомом.
Этиологией раннего слабоумия Эмиль Крепелин считал эндокринные и обменные нарушения, а именно — аутоинтоксикацию субстанциями полового происхождения.
Эмиль Крепелин посвятил много внимания симптоматологии шизофрении, также описал симптом, названный им словесный салат (нем. Wortsalad). Кроме шизофазии и словесного салата, учёный ещё в 1906 году в научной работе «О расстройствах речи во время сна» (нем. Über Sprachstörungen im Traume) систематизировал другие расстройства речи, похожие, по его мнению, на аналогичные при шизофрении, наблюдающиеся при разговорах во сне.
Среди возможных вариантов дефектных состояний Э. Крепелин рассматривал 8 типов с преобладанием либо позитивных, либо негативных симптомов: простое, галлюцинаторное, параноидное слабоумие, слабоумие с «разорванностью хода мыслей», тупое, дурашливое, манерное и негативистическое слабоумие. Длительное время на этих принципах создавались другие классификации. В то же время, начиная с 1970-х годов предпочтительной моделью для изучения является дефект с преобладанием негативных расстройств.
Среди особых форм болезни Э. Крепелин исследовал пфропфшизофрению, возникающую на фоне умственной отсталости у детей. Одним из её типов он считал болезнь Геллера (лат. dementia infantilis), которую теперь принято считать одним из расстройств аутистического спектра. Он активно дискутировал с В. Вейгандтом, который поддерживал описавшего болезнь Т. Геллера и считал, что расстройство вызвано органическим поражением мозга.

#### Паранойя
Понятие «паранойя» в начале научной деятельности Эмиля Крепелина было крайне расширенным, и тенденция к расширению только продолжала расти. Согласно докладу Ф. Крамера, который он сделал в 1893 году,
Паранойя есть простой функциональный психоз, характеризующийся заболеванием познавательной способности, в то время как аффект играет здесь второстепенную роль.
Это определение позволяло включить в состав паранойи многие симптомы и синдромы, вплоть до делирия. Следовательно, в эпоху симптоматологически-описательной, донозологической психиатрии паранойе отводилось ключевое место в психиатрической классификации. Однако этот подход не согласовывался с концепцией Э. Крепелина, поскольку противоречил практическому эмпиризму: одна и та же болезнь имела отличные проявления и совершенно разный исход. Изначально Крепелин включил паранойю в состав dementia praecox. При дальнейшем развитии своей классификации в 1912 году учёный выделил паранойю отдельно, классифицируя следующие монотематические систематизированные виды бреда при данной болезни: преследования, ревности, изобретений, происхождения, религиозный и эротический. От группы паранойи Э. Крепелин отделил кверулянтский бред, отнеся его к психогенным расстройствам, а именно — «случайным» (реактивным) психозам. Он обозначил паранойю как первичное расстройство интеллекта, отличительными особенностями которого являются, несмотря на длительное течение, отсутствие галлюцинаций, стойкость и неизменность бредовой системы, достаточная сохранность эмоций и отсутствие заключительного слабоумия как одно из главных её отличий. В результате оказалось, что паранойя является весьма редким заболеванием и, по данным самого Э. Крепелина, составляет 1 % от всех психических расстройств. Этиологическим фактором в развитии паранойи он считал наследственность, психические травмы и особенности личности больного. Остальные расстройства, близкие к паранойе, были оставлены в группе раннего слабоумия (его параноидной формы), или парафрении. В МКБ-10 паранойю и некоторые другие близкие к ней болезни также принято рассматривать отдельно от шизофрении как хронические бредовые расстройства.

#### Наблюдения Эмиля Крепелина за больными с «dementia praecox»
В эпоху Э. Крепелина уже было развито искусство чёрно-белой фотографии. Он оставил достаточно много фотографий психически больных.

Этот пациент носил костюмы, слишком большие для него, из-за бредового убеждения, что он выше других (из книги «Kaplan & Sadock’s Synopsis of Psychiatry: Behavioral Sciences/Clinical Psychiatry, 10th Edition» под авторством B. J. Sadock и V. A. Sadock)[72].
Этот пациент имел искусственный глаз, который, как он считал, приобретал сверхъестественную силу при вынимании из глазницы (из книги «Kaplan & Sadock’s Synopsis of Psychiatry: Behavioral Sciences/Clinical Psychiatry, 10th Edition» под авторством B. J. Sadock и V. A. Sadock)[72].
Фотография группы кататонических пациентов. Эта фотография появилась в пятом издании «Психиатрии» Эмиля Крепелина в 1896 (из книги «Kaplan & Sadock’s Synopsis of Psychiatry: Behavioral Sciences/Clinical Psychiatry, 10th Edition» под авторством B. J. Sadock и V. A. Sadock)[72].
Хронический пациент с шизофренией находится в кататоническом ступоре. Он мог пребывать в таком неестественном положении часами (из книги «Kaplan & Sadock’s Synopsis of Psychiatry: Behavioral Sciences/Clinical Psychiatry, 10th Edition» под авторством B. J. Sadock и V. A. Sadock)[72].

### Концепция маниакально-депрессивного психоза
Группой аффективных расстройств Эмиль Крепелин начал заниматься в конце XIX века. В то время шла дискуссия о том, являются ли повторные маниакальные или депрессивные эпизоды расстройства его рецидивами или периодическими обострениями. Отдельно рассматривали манию и меланхолию, в промежутке между приступами которых пациент якобы совершенно здоров; периодические психозы, при которых в состоянии ремиссии можно обнаружить некоторые неврологические и психопатологические симптомы в лёгкой степени. Периодические психозы, согласно данной гипотезе, могут быть центрального (эндогенного) и периферического (вследствие неврологического, соматического заболевания или психической травмы при склонности к таким реакциям) происхождения. Подробно рассмотрел данную концепцию в монографии «Периодические психозы» в 1878 году Л. Кирн. Представители немецкой школы психиатрии, в частности Г. Шюле, дифференцировали эпизодические и рекуррентные (периодические и циркулярные) аффективные психозы, допуская существование промежуточных форм. В то же время психиатры французской школы, например В. Маньян, склонялись ко мнению, что существуют только периодические аффективные психозы, протекающие по типу рецидивов, в промежутках между которыми мозг человека здоров, и что признание немецкой школой психиатрии рекуррентных форм объясняется присутствием среди обследованных большого количества «дегенератов» с врождёнными психическими расстройствами.
В IV издании «Учебника психиатрии» Эмиль Крепелин рассматривал циркулярный психоз с точки зрения, общепринятой для немецкой школы психиатрии, поддерживая при этом гипотезу Г. Шюле и учения Л. Кирна. Он утверждал, что периодические психозы являются единым состоянием с периодическими промежутками, а не рецидивами болезни и что в периоды ремиссии всегда можно найти элементы патологии. Крепелин поддерживал разделение аффективных психозов на центральные и периферические.
В V издании Э. Крепелин уже выдвинул собственную гипотезу циркулярного психоза. Он пересмотрел диагностические критерии мании. Из 1000 больных, осмотренных медиком, только у одного она проявилась лишь один раз, у остальных же была началом периодической болезни, поэтому он считал нецелесообразным выделять её как отдельное расстройство. Благодаря Крепелину отказались от прежних идей о меланхолии:
старая клиническая картина меланхолии, несомненно одна из самых старых во всей психиатрии, по-видимому совершенно исчезнет как форма болезни.Предисловие Эмиля Крепелина к книге Дрейфуса
Её продолжили диагностировать как отдельную болезнь только при инволюционной депрессии. Был сделан вывод, что в молодости меланхолия — не отдельная нозологическая единица, а предвестница или один из этапов циркулярного психоза. Отдельно Крепелин рассматривал случаи продромального периода dementia praecox, которые он считал состоянием, лишь подобным меланхолии, но таковой не являющимся. Эмиль Крепелин разделил все периодические психозы на маниакальные, депрессивные и циркулярные. При этом он стал сомневаться в существовании циркулярной мании и депрессии как отдельных болезней, считая их формами одного циркулярного психоза. Кроме того, был создан прообраз состояний, которые в современной психопатологии считаются атипичными формами мании и депрессии.
В VI издании «Учебника психиатрии» в 1899 году Эмиль Крепелин окончательно отказался от представлений об отдельной циркулярной мании и отдельной депрессии, а циркулярный психоз, границы которого были расширены за счёт включения этих состояний, назвал маниакально-депрессивным. Крепелин считал, в отличие от первых исследователей Ж-П. Фальре, Ж. Г. Ф. Баярже, а также Л. Кирна, что регулярность периодичных приступов не принципиальна (они могут повторяться как непосредственно один после другого, так и через 10 и более лет). Единой нозологической единицей маниакально-депрессивный психоз Э. Крепелин считал в связи с общностью наследственности и фазно-периодического течения аффективных расстройств. Также, в процессе исследования аффективных расстройств, в 1899 Крепелин выделил как отдельную нозологическую форму непсихотического уровня циклотимию.
Эмиля Крепелина поддержали немецкие психиатры В. Вейгандт, Ф. Ниссль, Р. Э. Гаупп, Фурман и Эшле, в Великобритании — Пэтон, в Российской империи — В. М. Бехтерев, А. Н. Бернштейн и С. А. Суханов. Среди немногочисленных последователей Э. Крепелина во Франции были Дени и Камю.
Концепция МДП Эмиля Крепелина в её окончательном виде (1926) до сих пор является основой для современных критериев диагностики данного заболевания.

### Наркология
Существенный вклад Эмиль Крепелин внёс в изучение зависимостей, в первую очередь алкоголизма. Будучи убеждённым трезвенником, он написал 19 трудов об алкоголизме. В частности, исследуя алкоголизм у женщин, он считал, что при его распространении «потомкам будет грозить полная гибель» и этого не произошло лишь так как, по его наблюдениям, женщины «почти не причастны к алкоголю».
У пациентов, страдающих морфинизмом, он одним из первых установил наличие нарушений невротического регистра в виде астенического синдрома, проявляющегося ухудшением памяти, утомляемостью, неспособностью к целенаправленной деятельности и невысокой производительностью умственного труда, особенно творческого, которую, тем не менее, некоторое время может поддерживать само употребление морфина. Описывая абстинентный синдром при зависимости от морфия, он отмечал, что присутствие у таких больных судорог или психотических явлений свидетельствует о предварительном злоупотреблении алкоголем, что согласовывается с современными исследованиями. В трудах Эмиля Крепелина отмечена более быстрая психическая деградация больных, зависимых от кокаина, по сравнению с морфинистами и страдающими алкоголизмом. Среди прочих особенностей больных, страдающих зависимостями, он указывал на тот факт, что вещество, которое они выбирают, зависит от их преморбидных особенностей личности: например, грубые, весёлые люди, по его мнению, склонны выбирать спиртное, мечтатели астенического склада — морфий.

### Органические психические расстройства (эпилепсия, деменция) и умственная отсталость

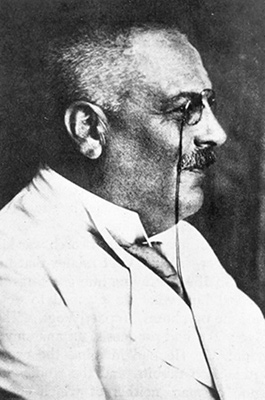
Алоис Альцгеймер — немецкий психоневролог, впервые описавший болезнь, названную Э. Крепелином в его честь

Психиатры, в том числе немецкой школы, к началу исследований Эмиля Крепелина накопили большой материал о психических расстройствах при эпилепсии. Наиболее полное описание психических эквивалентов данного расстройства к тому времени сделал Пауль Замт, обобщив их в своём труде «Формы эпилептического помешательства». Согласно его учению, эпилептические психозы являются своеобразным эквивалентом судорожного припадка, для их диагностики наличие в анамнезе судорог не является обязательным. Опираясь на данные предшественников и собственные наблюдения, Крепелин внёс в исследование эпилепсии существенный вклад. Подробно описав изменения личности больных, страдающих эпилепсией, Крепелин рассматривал их как первичные симптомы, которые могут проявляться до начала судорожных припадков, и считал их присутствие обязательным для диагностики болезни. Также учёный исследовал хронические эпилептические психозы с галлюцинаторно-параноидной и кататонической симптоматикой. Эмиль Крепелин поддерживал идеи П. Замта о том, что так называемая лат. mania transitoria (мимолётная мания), проявляющаяся лабильностью эмоций, сумеречными нарушениями сознания, делирием, аффектами страха и гнева со склонностью к актам разрушения, на самом деле — психопатологический эквивалент судорожных припадков. Расширив определение эпилептического психоза, школа Крепелина включила в него почти все случаи дипсомании, скоропреходящую депрессию, кверулянтские вспышки и немотивированную агрессию. Однако расплывчатость таких критериев со временем заставила Э. Крепелина пересмотреть свои позиции.
В 1907 один из сотрудников Э. Крепелина, А. Альцгеймер, описал особую болезнь головного мозга, которая начинается в предстарческом возрасте с развитием тотальной деменции и явлениями афазии, апраксии и агнозии. Он выделил её характерные нейроморфологические признаки в виде сочетания амилоидных бляшек и нейрофибриллярных клубков, позже получивших название альцгеймеровских. Вначале Альцгеймер считал, что данное заболевание отличается от сенильной деменции. Поддерживая его точку зрения, Эмиль Крепелин в 8-м издании своего «Руководства по психиатрии» предложил название «болезнь Альцгеймера» и выделил расстройство в отдельную нозологическую единицу. Примечательно, что в 1911 году сам Альцгеймер опроверг свою прежнюю точку зрения, идеи Крепелина и других авторов, считая данное расстройство атипичной формой сенильной деменции. На данном этапе вопрос нозологической самостоятельности болезни Альцгеймера окончательно не решён.
Эмиль Крепелин внёс огромный вклад в понимание врождённого слабоумия с точки зрения его этиологии, анатомии и физиологии.
В своей классификации психических болезней он первый создал группу «Общая задержка психического развития». Однако она была весьма разнородна и включала не только современную классификацию умственной отсталости, но и причины, к ней ведущие (например, монголизм). Кроме того, Крепелин первый ввёл термин «олигофрения».

### Неврозы
Рассматривая проблему истерии, Э. Крепелин утверждал, что при этом состоянии проявляются примитивные рудиментарные оборонительные движения. Таким образом, учёный на основе учения Ч. Дарвина заложил основы биологической психиатрии.
В 1899 году он ввёл термин «невроз испуга» (нем. Schreckneurose) для описания симптомов, которые наблюдались у жертв серьёзных несчастных случаев, особенно пожаров, крушений или столкновений на железной дороге. Так он обозначал отдельное клиническое состояние, включающее многочисленные неврологические и физические феномены, возникающие вследствие эмоциональных потрясений, и перерастающее в тревожность. Позже, во время Первой мировой войны, Эмиль Крепелин внёс существенный вклад в исследование так называемых военных неврозов. Характеризуя травматические неврозы этого времени, он впервые показал, что тяжёлые психические травмы могут оставлять хронические, усиливающиеся со временем расстройства.
Ранее существовал устаревший, не используемый сейчас термин «синдром Крепелина (тревожный невроз Крепелина)» — острое психогенное расстройство (травматическая ипохондрия или невроз) в результате массивного психосоциального стресса. Концепция существования этого расстройства была более распространена во французской школе психиатрии, чем в немецкой.

### Психопатические личности
Немецкий психиатр Эмиль Крепелин (1915) выделял следующие типы психопатических личностей:
- Враги общества (нем. Gesellschaft feinde), также «антисоциальные»;
- Импульсивные (нем. Triebmenenschen), также «люди влечений»;
- Возбудимые (нем. Erregbaren);
- Безудержные (нем. Haltlosen), также «неустойчивые»;
- Чудаки (нем. Verschrobenenen);
- Патологические спорщики (нем. Streitsüchtigen);
- Лжецы и обманщики (нем. Lügner und Schwindler), также «псевдологи».

### Другие синдромы и болезни. Эпонимы
Ещё в начале своей карьеры учёного Эмиль Крепелин ввёл термин «парамнезия». В VIII издании учебника (1910) он начал широко использовать введённый в психиатрию Э. Морселли термин «дисморфофобия». В том же издании он ввёл термин «болезнь Альцгеймера». Ввёл в обращение медицинский термин «ониомания» для обозначения патологического влечения к покупкам.
После Эмиля Крепелина осталось много эпонимов:
1. Классификация Крепелина (система Крепелина) — классификация психических заболеваний в соответствии с симптомами, этиологией и течением. Выделяются две основные группы: маниакально-депрессивного и шизофренического спектра[12]. Сейчас не используется, однако сыграла важнейшую роль в развитии МКБ и DSM.
2. Устаревшие названия болезней, которые не входят в современные классификации:
  1. Болезнь Крепелина I — систематизированный бред без деменции или галлюцинаций. Крепелин считал его отдельным расстройством[12].
  2. Болезнь Крепелина II — понопатия. Невроз, например неврастения, вызванный напряжённой деятельностью[12].
3. Болезнь Крепелина (злокачественная пресенильная меланхолия, по МКБ-10 — неуточненная деменция с другими симптомами, преимущественно депрессивными: F03.33).

### Психофармакологические труды
Из новаторских трудов Эмиля Крепелина по психофармакологии можно назвать его наблюдения, опубликованные в сочинении 1892 года «нем. Über die Beeinflussung einfacher psychischer Vorgänge durch einige Arzneimittel» («О влиянии некоторых лекарств на ординарные психические процессы»). Эта монография подытоживает психофармакологические исследования Э. Крепелина в Лейпциге и Хайдельберге. В ней исследовалось влияние на человека алкоголя, брома, морфия, паральдегида и хлоралгидрата. Это первая монография о психофармакологии человека в мировой литературе.

### Культурная психиатрия. Судебная психиатрия. Социальная психиатрия. История психиатрии
Дата публикации в 1904 году нем. «Psychiatrisches aus Java» («Психиатрия Явы») считается днём рождения транскультуральной психиатрии (этнопсихиатрии). Во время поездки на остров Яву учёный изучал психические болезни у аборигенов. Он установил, что при развитии у представителей местного населения dementia praecox аффективные, кататонические симптомы и слуховые галлюцинации встречаются реже, а спутанность сознания и «болтливое слабоумие» — чаще, чем у больных из Европы.
Также Эмиль Крепелин занимался судебной психиатрией. Ещё в молодости, в 1880 году, будучи вольноопределяющимся, он написал труд «Об отмене заранее установленных сроков наказания». В 1906 году Э. Крепелин создал свою известную работу «Преступление как социальная болезнь». Этими сочинениями он оказал огромное влияние не только на немецкую, а затем и мировую судебную психиатрию, но и на юриспруденцию в целом благодаря идее об условном осуждении малолетних преступников. Завершил разработку проекта Э. Крепелина о судебной медицине его ученик — Г. Ашаффенбург. В статье «Психиатрические задачи государства» он затронул вопросы общественной психиатрии.
В книге «Сто лет психиатрии» (нем. «Hundert Jahre Psychiatrie») Эмиль Крепелин описал прогресс в этой науке за последние 100 лет и наметил планы на её будущее.

### Организация здравоохранения. Социальная гигиена и евгеника

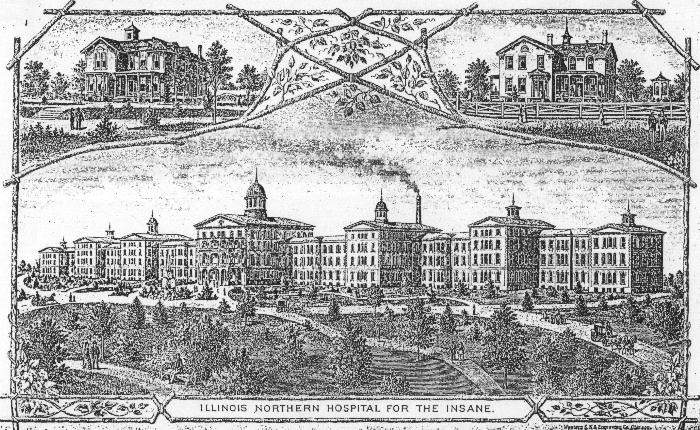
Историческая гравюра главной психиатрической больницы штата Иллинойс Elgin Mental Health Center, построенной согласно плану Киркбрайда. Э. Крепелин критиковал избыточные размеры зданий такого типа

Эмиль Крепелин сыграл крупную роль в движении психиатров за нестеснение душевнобольных в Германии. После реформ Ф. Пинеля, Дж. Конолли и других психиатров-гуманистов того времени стало очевидным обязательное создание надлежащих условий для содержания и лечения душевнобольных. Соответственно, во второй половине XIX века началось строительство психиатрических больниц согласно научным взглядам того времени. Эмиль Крепелин принял активное участие в разработке рекомендаций по их созданию и внедрении своих идей в практику. При постройке психиатрического госпиталя более подходящей он считал павильонную (децентрализованную) систему размещения зданий с общим устройством по типу больницы общего профиля. Кроме того, Э. Крепелин считал необходимым строительство на их территории жилья для врачей и прислуги. Он выступал против создания «больниц-мамонтов» мощностью свыше 2000 коек, считая, что ими трудно управлять и в них неудобно осуществлять наблюдение за больными. В то же время создание больницы маленького размера будет способствовать приближению медицинской помощи к жилью пациента и его родственников. В его клинике в Хайдельберге, во-первых, отменили механическое насилие, а во-вторых — отменили изоляторы. Школа Крепелина поддерживала постельный режим для всех больных, в том числе с психомоторным возбуждением. Э. Крепелин активно развивал учение о горячих водных ваннах с целью успокоения пациентов. Также он был сторонником женского ухода за больными.
В поздние годы своей деятельности Эмиль Крепелин занимался вопросами социальной гигиены и организации здравоохранения и евгеники. Его поддержку «теории дегенерации» и политические взгляды критиковали как имевшую «оттенок профашизма». Дискуссия по этому поводу была предметом отдельных трудов и полемик.
Будучи убеждённым социал-дарвинистом, Крепелин стал горячим сторонником воздержания от алкоголя и активно продвигал политику и исследовательскую программу по евгенике и расовой гигиене. Он был глубоко обеспокоен влиянием городской жизни на психическое здоровье и считал, что такие институты, как государство всеобщего благосостояния и система образования, — поскольку они, как правило, нарушают процессы естественного отбора — подорвали у немцев биологическую «борьбу за выживание». Крепелин полагал, что психиатрическая наука поможет смягчить пагубные последствия современной цивилизации.
К. Дёрнер отмечает, что крепелиновская психиатрия явилась выбором в пользу естественно-научной позиции при игнорировании гуманитарной точки зрения; такое упрощение и гипотеза о неизлечимости психических расстройств, по-видимому, представили естественно-научное оправдание социал-дарвинистских целей до начала и во время Третьего рейха, поэтому психиатры, организовавшие и проводившие стерилизацию и эвтаназию, верили в свою правоту, чувствуя себя под защитой научной истины.

### Курсы усовершенствования
Во второй половине 1900-х годов Мюнхенская клиника под руководством Эмиля Крепелина стала всемирно известна. Сюда съезжались врачи-психиатры как из Западной Европы, так и из Российской империи и даже из Японской империи. Лекции на темы психиатрии, гистопатологии мозга, цитоархитектоники коры полушарий большого мозга, наследственности и евгеники, психотерапии, серологии, психической химии и неврологии читал сам Э. Крепелин, его знаменитые сотрудники и ученики.
Курсы длились 6 недель, после чего следовали поездки в Габерзее и Эльфинг — образцовые психбольницы возле Мюнхена. Также проводилась культурная экскурсия по Мюнхену. В завершение следовал прощальный раут с характерной особенностью — отсутствием спиртного.

## Оценки

### Номинации на Нобелевскую премию
Эмиль Крепелин неоднократно номинировался на Нобелевскую премию по физиологии или медицине: в 1909 году — Р. Э. Гауппом, в 1911 — А. Майером, в 1917 и 1923 — Э. Блейлером, в 1923 — О. К. Э. Бумке, в 1925 — Дж. Мингаззини, в 1926 — В. К. Я. К. Вейгандтом.

### Критика
С момента первого издания Эмиля Крепелина его идеи вызывали живые дискуссии. К основным представителям антикрепелиновского движения принадлежат К. Вернике, К. Клейст, К. Леонгард, А. Гохе, К. Бонхеффер, Э. Кречмер, А. Майер, Э. Лугаро и К. Т. Ясперс. Острую критику крепелиновской дихотомии представил Г. Т. Зихен.
К. Вернике и А. Мейер и их последователи критиковали Эмиля Крепелина и его школу за то, что это — «психиатрия без мозга», то есть слишком много внимания клинике и мало — патологической анатомии. Однако к школе Крепелина принадлежали Ф. Ниссль, А. Альцгеймер и К. Бродман — видные деятели гистологии и патологической анатомии нервной системы, поэтому данное утверждение не совсем справедливо. Сам же Э. Крепелин, выделив отдельные нозологические группы, способствовал развитию патанатомии.

#### Критика понятия «dementia praecox»
Крепелина критиковали за его концепцию, в частности, по следующим причинам. Во-первых, прогрессирующее ухудшение происходило не всегда, то есть у некоторых пациентов были ремиссии. Таким образом, диагностируемое им расстройство не всегда являлось деменцией. Во-вторых, начальные проявления не всегда развивались рано, то есть в период полового созревания и юности, поэтому расстройство не всегда представляло собой раннее слабоумие. В-третьих, вместо того, чтобы по традиции определить расстройство в терминах клинических проявлений, Крепелин определил его в терминах течения болезни. В-четвёртых, подклассы раннего слабоумия не были взаимоисключающими и не годились для последующего надёжного диагноза.
Классификация Э. Крепелина с самого начала встретила сопротивление со стороны французских психиатров и никогда не получала большой популярности во Франции.
Отмечалось, что протекание ряда форм бреда, квалифицируемых как паранойяльные (в частности, «хронический систематизированный бред развития» Маньяна), не ведёт к психическому снижению — если же такое снижение всё же происходит, оно не является ранним ни в плане возраста возникновения симптомов психоза, ни в плане стремительности эволюции. Отмечалось, кроме того, что симптоматика параноидного бреда очень отличается от таких психозов, как гебефрения и кататония, и крепелиновская «деменция прекокс» не является одним и тем же заболеванием, а представляется скорее лишь воскрешением теории единого психоза В. Гризингера.
Впоследствии Крепелин в значительной мере учёл критические замечания французских авторов; в VIII издании его учебника от шизофрении чётко дифференцируются паранойя и хронические галлюцинаторно-бредовые психозы.
Выдвигалась критика о чрезмерном упрощении и поверхностности классификации, игнорировании собственных чувств пациентов в описании болезни, чрезмерном пессимизме относительно течения шизофрении, не находящем необходимой эпидемиологической документации, рассмотрении шизофрении как биологического заболевания при отсутствии наблюдаемых анатомических или гистологических нарушений.
Классификацию болезней по исходу остро критиковали российские учёные С. С. Корсаков и В. П. Сербский. Последний справедливо замечал, что, согласно утверждению самого же Крепелина, в 8—13 % раннего слабоумия возможно выздоровление (по Сербскому, «получается слабоумие без слабоумия»). Он подвергал критике также клиническую полиморфность выделяемой Крепелином нозологической единицы и абсурдность применения критерия исхода как основного критерия для постановки диагноза: согласно формальной логике, данный критерий может быть использован лишь ретроспективно, однако диагноз болезни должен быть как можно более ранним, чтобы правильно предвидеть прогноз. С. С. Корсаков указывал, что «попадаются совершенно одинаковые по внешнему проявлению случаи, из которых одни кончаются выздоровлением, другие — слабоумием», и предполагал, что, возможно, неблагоприятный исход определяется не сущностью самой болезни, а условиями её протекания — в частности, неблагоприятными факторами окружающей среды.
К. Г. Юнг считал название «dementia praecox» «чрезвычайно неудачным», отмечая: «Что её открыли психиатры, является большим несчастьем для этой болезни: она обязана этому обстоятельству плохим прогнозом; dementia praecox означает почти то же, что терапевтическая безнадежность. <…> Психиатр видит в своей больнице естественно лишь самое отчаянное и вынужден поэтому быть пессимистом…»
В связи со спорностью критерия исхода (слабоумия) американский психолог и психиатр Г. Салливан писал: «Диагноз, который Крепелин ставил по результату [т. е. исходу], является большой ошибкой, которая ведёт к сильному ретроспективному искажению данных, вместо того чтобы пользоваться внимательным наблюдением и умозаключениями».
А. Паппенгейм на собрании немецкого психиатрического общества в Берлине заявил, что много больных с поставленным Э. Крепелином ранним слабоумием вылечились. К. Т. Ясперс утверждал по этому поводу: «Тождественный исход не есть доказательство тождественности болезни».
А. Кронфельд отмечал сомнительность критерия прогредиентного, ослабоумливающего течения, указывая, что такой тип течения встречается далеко не во всех случаях, а также сомнительность самого понятия «шизофренического слабоумия»: «В настоящее время мы уже знаем, что многие из этих мнимо-дементных являлись больничными артефактами, и делаем из этого соответствующие „оргвыводы“. К этому присоединились ещё случаи с полным исцелением…»: по данным Крепелина, полное выздоровление наблюдалось в 4 % процентах описываемых им случаев; по данным дальнейших исследований, это число значительно больше.
Тем не менее, как указывал историк психиатрии Ю. Каннабих, научная позиция Крепелина оказалась прочной, и наука пошла по указанному им пути. По словам Ю. Каннабиха, указанные противоречия разрешаются, если, по примеру Э. Блейлера, под слабоумием как исходом понимать слабоумие как тенденцию; выдающийся российский психиатр и гистолог М. О. Гуревич писал по данному поводу:
Тенденция есть некоторая постоянная величина, свойственная данному болезненному процессу и, как таковая, может и должна войти в его нозологическую формулу.
Кроме того, справедливо критиковалось учение Эмиля Крепелина об этиологии раннего слабоумия. Указывалось, что об аутоинтоксикации половыми гормонами речи быть не может, так как это, очевидно, вело бы к гиперсексуальности. Между тем J. Christian приводил данные, свидетельствующие, что половые отношения у больных шизофренией нарушены, а конкретно больные с гебефреническим типом вообще фригидны или склонны к сексуальным девиациям с отсутствием тяги к противоположному полу.
По мнению сторонников движения антипсихиатрии, Крепелин искусственным образом сформировал группу лиц, чьё состояние не улучшалось, и использовал её в качестве свидетельства, что шизофрения существует. При этом у одного пациента симптомы совершенно отличались от того, что наблюдалось у другого, будучи совершенно отличными от симптомов третьего — Дж. Рид называет такие заключения «дизъюнктивными» и «выходящими за рамки научного процесса».
В последнее время в западных странах часто высказывается предположение, что синтез параноидного психоза, кататонии, гебефрении и простой формы слабоумия в единую нозологию, осуществлённый Крепелином, был ошибкой, которая привела к формированию неспецифической клинической единицы с размытыми границами и фактически помешала поиску генетических и биологических маркеров заболевания. Ряд авторов считают продуктивным выделение кататонической формы в отдельный неспецифический синдром, связанный с гиперергической реакцией на экзогенный или эндогенный токсикоз, разделение параноидного психоза и гебефрении как более однородных категорий и упразднение термина шизофрении.

#### Критика учения об аффективных нарушениях
Критике подвергалось и учение о маниакально-депрессивном психозе. Наиболее распространённым являлось утверждение, что даже если мания и меланхолия (депрессия) могут быть только периодическими, это — отдельные болезни и включать их одновременно как разные эпизоды одного состояния в циркулярный психоз не стоит. Так считали Р. Зоммер, Э. Мендель, его последовательный оппонент Г. Т. Циэн, Я. Пильч и другие медики. Ближе к Эмилю Крепелину по взглядам стоял А. К. О. Вестфаль. Во Франции большинство психиатров продолжали игнорировать данную концепцию. Поддержали её только Ж. Балле и Ж. Рог де Фюрсак. Итальянские психиатры во главе с Л. Бьянки и Е. Танци продолжали выделять простую манию. Российские психиатры старой школы: С. С. Корсаков, В. Ф. Чиж, П. И. Ковалевский и В. П. Сербский — к маниакально-депрессивному психозу в понимании Эмиля Крепелина относились так же негативно, как и к раннему слабоумию.
Как отмечали некоторые критики, недостаточно внимания Крепелин уделял смешанным состояниям. З. Тальбицер утверждал, что выделение Крепелином двух основных состояний при МДП — мании с двигательным возбуждением и депрессии с двигательной заторможенностью — является излишне упрощённым и что возможны различные сочетания симптомов. К. Абрахам считал, что смешанные состояния следует рассматривать отдельно, вне рамок маниакально-депрессивного психоза. По мнению Е. Regis, мания и депрессия должны возникать не изолированно друг от друга, но в виде смешанных состояний; при этом данные расстройства являются не формой одного и того же заболевания, с общей этиологией и патогенезом, но вполне могут быть дифференцируемы и даже противопоставляться. В то же время концепция циркулярных психозов, созданная на основе фазного течения, аффективных симптомов и наследственной отягощённости, включала весьма разнородные состояния и вела к неопределённости его границ. Например, она включала некоторые виды шизофреноформного расстройства и шизофрению с рекуррентным (периодическим) типом течения.
Много возражений встретила и крепелиновская концепция инволюционной меланхолии: отмечалось, что клиническая картина сама по себе не даёт права рассматривать её как отдельное заболевание, и в особенности — отдельно от группы депрессивных состояний маниакально-депрессивного психоза. Например, З. Тальбицер придерживался мнения, что инволюционная меланхолия на самом деле представляет собой не что иное, как смешанное состояние в рамках МДП.

#### Общая критика нозологической концепции Крепелина
К. Т. Ясперс резко критиковал нозологическую концепцию Крепелина, в частности его концепцию жёсткой дихотомии. В своём труде «Общая психопатология» Ясперс непосредственно рассматривал точку зрения эмпирической/биологической школы, возглавлявшейся в тот период Крепелином, и выступал против представления, что психические болезни могут быть сведены к болезням мозга. В связи с этим он писал:
Исходный вопрос — существуют только стадии и разновидности одного единого психоза или существует ряд реальных болезней, которые мы можем очертить? — теперь находит свой ответ: не существует ни того, ни другого.
С точки зрения Ясперса, болезни-сущности Крепелина не были ни уступкой, на которую можно было согласиться, ни просто точкой ориентации для будущих исследований. Он утверждал: «…Нельзя выявить жёстко очерченное заболевание из полной картины; [обнаруживаются] только типы, которые в отдельных ситуациях демонстрируют [свои] „расплывающиеся границы“». Критика жёсткой системы Крепелина Ясперсом была уникальна в предвоенную эпоху в Германии и предвосхищала будущую дискуссию о вненозологических подходах.
Ю. Л. Нуллер писал, что благодаря Крепелину «мировая психиатрия наконец обрела общий язык». Отмечая аргументированность позиции Крепелина, Нуллер, тем не менее, указывал, что обнаружились факты, плохо укладывающиеся в эту концепцию: размытость клинических границ между шизофренией и маниакально-депрессивным психозом и наличие переходных форм, отсутствие чёткой грани между психозами и пограничными состояниями; безуспешность поисков этиологии психозов; недостаточность всех трёх критериев Крепелина (исход, течение и симптоматика) для подтверждения правомерности его классификации. По утверждению Нуллера, «…все критерии, на которых была основана крепелиновская классификация психозов, оказались недостаточно надежными, и сама классификация не является естественной».
По мнению Ричарда Бенталла, профессора экспериментальной клинической психологии в Манчестерском университете, автора многих работ, посвящённых психозу, бреду и галлюцинациям, крепелиновская парадигма не получила эмпирического подтверждения. В частности, не было доказано, что диагнозы, предложенные Крепелином, объединяют пациентов со сходной симптоматикой, сходной этиологией и сходным прогнозом, одинаково реагирующих на сходные методы лечения. Вопреки традиционному (в рамках крепелиновской парадигмы) представлению об эндогенных психозах, обусловленных биологическими причинами, имеются доказательства, что риск возникновения психотических симптомов в большой мере зависит от неблагоприятных факторов окружающей среды — как, например, сексуальное насилие или другие виды психологических травм.
Бенталл утверждает, что многие злоупотребления в психиатрии в XX веке были следствием именно крепелиновской парадигмы: мнение пациентов о применяемых методах терапии и их протесты против жестоких мер игнорировались, так как считалось, что на эти суждения влияет повреждение головного мозга. Кроме того, при лечении психотических пациентов излишне часто не применяется психологическое вмешательство из-за мнения, что в этих случаях оно почти всегда бессмысленно. С точки зрения Бенталла, намного перспективней другой, более гуманный подход: симптом-ориентированный, ориентированный на жалобы пациентов и на внимание к их переживаниям, и даже простой список жалоб может дать больше полезной информации, чем диагностика, основанная на крепелиновском подходе.

### Высказывания об Эмиле Крепелине
О. К. Э. Бумке, немецкий психиатр и невролог, в книге «Современные течения в психиатрии» пишет:
Настоящий пионер-исследователь, он несомненно и был таковым: художником не только в смысле образцовой формы изложения психологических и психиатрических явлений, но и художником благодаря той интуиции, которая позволяла ему не только обозревать общие связи, но зачастую и предугадывать их.
В. В. Вересаев, российский писатель и врач, писал о его лекциях в Дерптском университете:
Выводят психического больного — Крепелин, внимательно глядя, начинает задавать вопросы, и на наших глазах, как высокохудожественное произведение, ярко начинает вырисовываться вся характерная картина данной болезни. И заключающая характеристика, которую давал болезни профессор, была для слушателей естественным и необходимо вытекающим итогом всех расспросов больного.
М. С. Шойфет, российский историк медицины, учёный и писатель, в книге «Сто великих врачей» пишет:
Колосс медицины, основатель научной школы, один из выдающихся немецких психиатров с мировым именем.
К. Т. Ясперс, немецкий философ, психолог и психиатр, несмотря на отрицание многих позиций Эмиля Крепелина, пишет о его нозологической концепции:
Идея нозологической единицы — это, по существу, идея в кантовском смысле: понятие цели, которая не может быть достигнута, поскольку пребывает в бесконечности. В то же время эта идея указывает пути плодотворного исследования и представляет наиболее верные из всех существующих ориентиры для отдельных эмпирических анализов
.

## Память
В 1983 году были опубликованы воспоминания Эмиля Крепелина. Свыше 200 страниц текста содержат события с детства до 1919 года, написанные от первого лица в «непосредственном, искреннем и часто юмористическом стиле».
В 1998 году, в сотый юбилей переломного VI издания его учебника, создано Международное крепелиновское общество, целями которого являются исследования и образование экспериментальным методикам, теориям и диагностическим основам Эмиля Крепелина.
Институт психиатрии общества Макса Планка награждает за особые заслуги в области психиатрии золотой медалью его имени (нем. Goldene Kraepelin-Medaille). Особыми статьями отмечено его 100- и 150-летие. Улица в Мюнхене, на которой находится сегодня Институт психиатрии общества Макса Планка, переименована в нем. Kraepelinstrasse.

## Список произведений
- К молодежи!. — М.: Типография Вильде, 1914. — 31 с.